# آل هسن
آل هسن (بالإنجليزية: House of Hesse)‏ هي سلالة حاكمة أوروبية تنحدر من عائلة برابانت. حكموا منطقة هسن أمراءَ ناخبين حتى عام 1866، وفرع آخر من الأسرة حكم أفرادها المنطقة بلقب الدوق الأكبر حتى عام 1918.

## شجرة العائلة

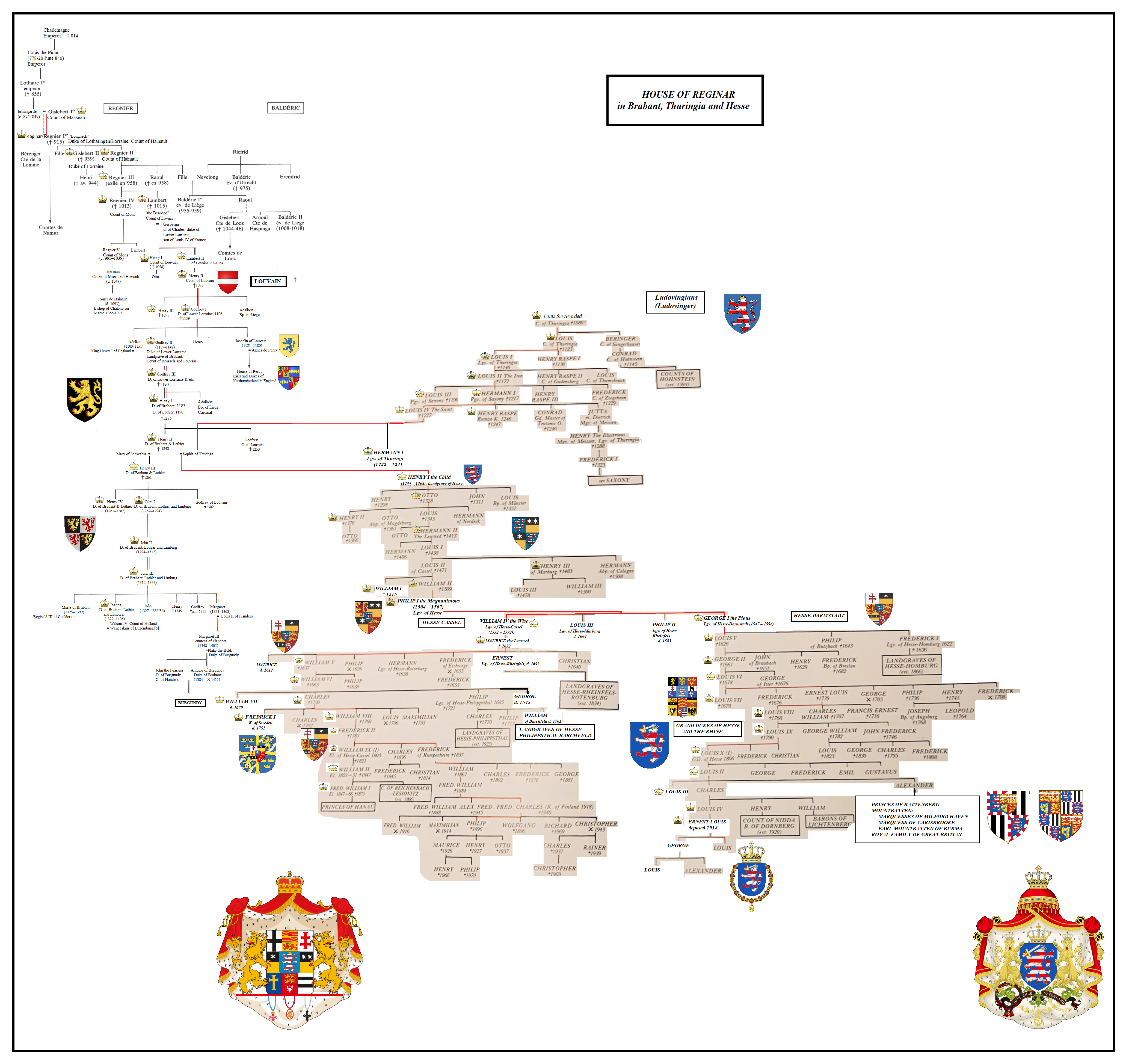